# 长城投资控股
深圳市长城投资控股股份有限公司 （深交所：000042）是中国深圳证券交易所的一家上市公司，主营业务范围包括：房地产开发、商品房销售、管理、承接建筑安装工程及房产租赁。公司总股本为23946.304万股（2012年）。
公司总部位于深圳市福田区百花五路长源楼，法人代表为朱新宏。